# Apostolska nunciatura v Gabonu
Apostolska nunciatura v Gabonu je diplomatsko prestavništvo (veleposlaništvo) Svetega sedeža v Gabonu, ki ima sedež v Librevilleju.
Trenutni apostolski nuncij je Jan Romeo Pawłowski.

## Seznam apostolskih nuncijev
- Luigi Poggi (31. oktober 1967–21. maj 1969)
- Ernesto Gallina (16. julij 1969–13. marec 1971)
- Jean Jadot (15. maj 1971–23. maj 1973)
- Luciano Storero (30. junij 1973–14. julij 1976)
- Josip Uhač (15. januar 1977–3. junij 1981)
- Donato Squicciarini (16. september 1981–1. julij 1989)
- Santos Abril y Castelló (2. oktober 1989–24. februar 1996)
- Luigi Pezzuto (7. december 1996–22. maj 1999)
- Mario Roberto Cassari (3. avgust 1999–31. julij 2004)
- Andrés Carrascosa Coso (26. avgust 2004–12. januar 2009)
- Jan Romeo Pawłowski (18. marec 2009–danes)